# Ogechika Heil
Ogechika Brian Heil (* 27. November 2000 in Kassel) ist ein deutsch-nigerianischer Fußballspieler, der beim Greifswalder FC unter Vertrag steht.

## Karriere
Heil, Sohn eines deutschen Vaters und einer nigerianischen Mutter, begann bei Fortuna Kassel mit dem Fußballspielen, ehe er über den KSV Baunatal zur Saison 2015/16 zu den B-Junioren (U17) des KSV Hessen Kassel wechselte. Bereits nach einem Jahr wechselte er in das Nachwuchsleistungszentrum des Hamburger SV und gehörte in der Saison 2016/17 der U17 an, mit der er unter dem Cheftrainer Christian Titz in der B-Junioren-Bundesliga spielte. Der Flügelspieler wurde in seiner neuen Mannschaft direkt Stammspieler und absolvierte 25 (von 26) Ligaspiele, wobei er fast immer der Startelf angehörte. Zur Saison 2017/18 rückte der 2000er-Jahrgang, zu dem beim HSV u. a. die späteren Profis Fiete Arp, Jonas David und Josha Vagnoman zählten, zu den A-Junioren (U19) auf. In der A-Junioren-Bundesliga war Heil auf den Flügeln hinter den zum älteren Jahrgang gehörenden Aaron Opoku und Marco Drawz oft nur Einwechselspieler und kam auf 20 Ligaeinsätze (8-mal von Beginn), in denen er 3 Tore erzielte. Als sein ehemaliger U17-Trainer Titz im März 2018 die Bundesligamannschaft übernahm, durfte der 17-Jährige in der kommenden Länderspielpause mit dieser trainieren und kam auch bei einem Testspiel gegen den dänischen Erstligisten Odense BK zum Einsatz. Auch in der Saison 2018/19, seinem letzten Jahr im Juniorenbereich, spielte Heil in der U19. In der Länderspielpause im März 2019 durfte er unter Hannes Wolf erneut kurzzeitig mit der Profimannschaft trainieren, die in die 2. Bundesliga abgestiegen war.
Nachdem Heil die Junioren durchlaufen hatte, schaffte er zur Saison 2019/20 nicht den Sprung in die Profimannschaft, sondern wurde in die zweite Mannschaft aufgenommen, die in der viertklassigen Regionalliga Nord spielte. Der Flügelspieler kam in 15 (von 22) Regionalligaspielen zum Einsatz, wobei er fast immer in der Startelf stand und 3 Tore erzielte. Aufgrund der COVID-19-Pandemie konnte die Regionalligaspielzeit ab März 2020 nicht mehr fortgeführt werden.
Auch die Saison 2020/21 begann Heil in der zweiten Mannschaft. Nach 9 Regionalligaspielen überwiegend als Rechtsverteidiger, in denen er ein Tor erzielt und 3 weitere vorbereitet hatte, durfte er unter dem Cheftrainer Daniel Thioune ab der Länderspielpause im November 2020 regelmäßig mit der Zweitligamannschaft trainieren. Die Regionalliga-Spielzeit war hingegen zum Beginn des Monats aufgrund der Corona-Pandemie erneut unterbrochen worden. Kurz darauf kam Heil bei einem Testspiel gegen den dänischen Zweitligisten Viborg FF zu einem Kurzeinsatz. Bei den folgenden Zweitligaspielen schaffte er es jedoch nicht in den 20-köpfigen Spieltagskader. Nach den kurzfristigen Verletzungen von Klaus Gjasula, Jan Gyamerah, Amadou Onana und Lukas Hinterseer wurde der 20-Jährige für das Ligaspiel gegen den SSV Jahn Regensburg am 3. Januar 2021 nominiert und beim 3:1-Sieg kurz vor dem Spielende eingewechselt. Nach 3 weiteren Kurzeinsätzen wurde sein zum Saisonende auslaufender Vertrag Mitte April 2021 bis zum 30. Juni 2024 verlängert. Insgesamt kam Heil auf 6 Einwechslungen in der 2. Bundesliga.
Zur Saison 2021/22 wechselte Heil ein Jahr auf Leihbasis zum niederländischen Erstligisten Go Ahead Eagles Deventer. Unter Kees van Wonderen kam er für den Aufsteiger zwar in 28 von 34 Ligaspielen zum Einsatz, stand jedoch nur 4-mal in der Startelf. Dabei wurde er meist auf dem offensiven Flügel aufgeboten und kam zu einem Torerfolg. Auf dem 13. Platz konnte der Verein die Klasse halten. Im KNVB-Pokal drang man bis in das Halbfinale vor, schied dort jedoch gegen den späteren Sieger PSV Eindhoven aus. Heil wurde in den ersten beiden Runden sowie im Halbfinale eingesetzt.
Zur Saison 2023/24 kehrte der 21-Jährige zum HSV zurück. Heil kam unter Tim Walter jedoch nur zu je einer Einwechslung in der Liga und im DFB-Pokal. Auch zum Beginn der neuen Spielzeit war Heil ohne Chance auf Einsätze. An den ersten vier Spieltagen wurde er nicht für die Spieltagskader nominiert.
Ende August 2023 wechselte Heil in die 3. Liga zum Aufsteiger Preußen Münster. In seiner ersten Saison, die er für Preußen Münster bestritt, gelang ihm der Aufstieg in die 2. Fußball-Bundesliga.
Im August 2024 wechselte er in die Regionalliga Nordost zum Greifswalder FC. Nach der Saison 2024/25, die er mit den Vorpommern auf dem 6. Platz beendete, verließ er den Verein wieder.

## Erfolge
- Aufstieg in die 2. Bundesliga: 2024